# Okomfo Anokye
Okomfo Anokye (c.1655-1777) fue el primer sacerdote (Okomfo) del Imperio Ashanti y es conocido por su participación en la expansión del Imperio Ashanti.

## Biografía

### Origen y primeros años
Okomfo Anokye nació en Ghana alrededor de 1655. Según la tradición Akuapem, era hijo de Ano y Yaa Anubea, ambos de Awukugua en la División Nifa del estado de Okere. Su nombre se originó en el siguiente incidente:

Se dice que cuando Okomfo Anokye nació en Awukugua ya tenía en su mano derecha una corta cola blanca de vaca (Podua); y tenía tan firmemente cerrado el puño de la otra mano que nadie podía abrirla. La mujer que fue a atender el parto intentó abrirlo porque sospechaba que había algo en él. Llamaron al padre para que ayudara... Okomfo Anokye abrió los ojos y, mirando fijamente al padre, abrió rápidamente la misteriosa mano, mostrándosela al padre y diciendo "Ano....Kye" (lengua guan) que significa "Ano...ver" y le dio al padre lo que había en ella. Se dice que era un talismán. De este incidente Kwame Agyei obtuvo su nombre "Anokye". Okomfo Anokye, su nombre original Kwame Anokye Frimpon Kotobre

Durante su nacimiento en Awukugua, se dice que trajo consigo regalos de los dioses; tótems que estaban firmemente sujetos a las palmas de sus manos para que nadie pudiera abrirlos; y en la otra mano ya había una cola corta y blanca de vaca (Podua).
Al parecer, esta afirmación fue confirmada posteriormente por el Otumfuo Nana Osei Tutu II durante su visita a Awukugua en 2014.

### Fundación del Imperio Ashanti
.

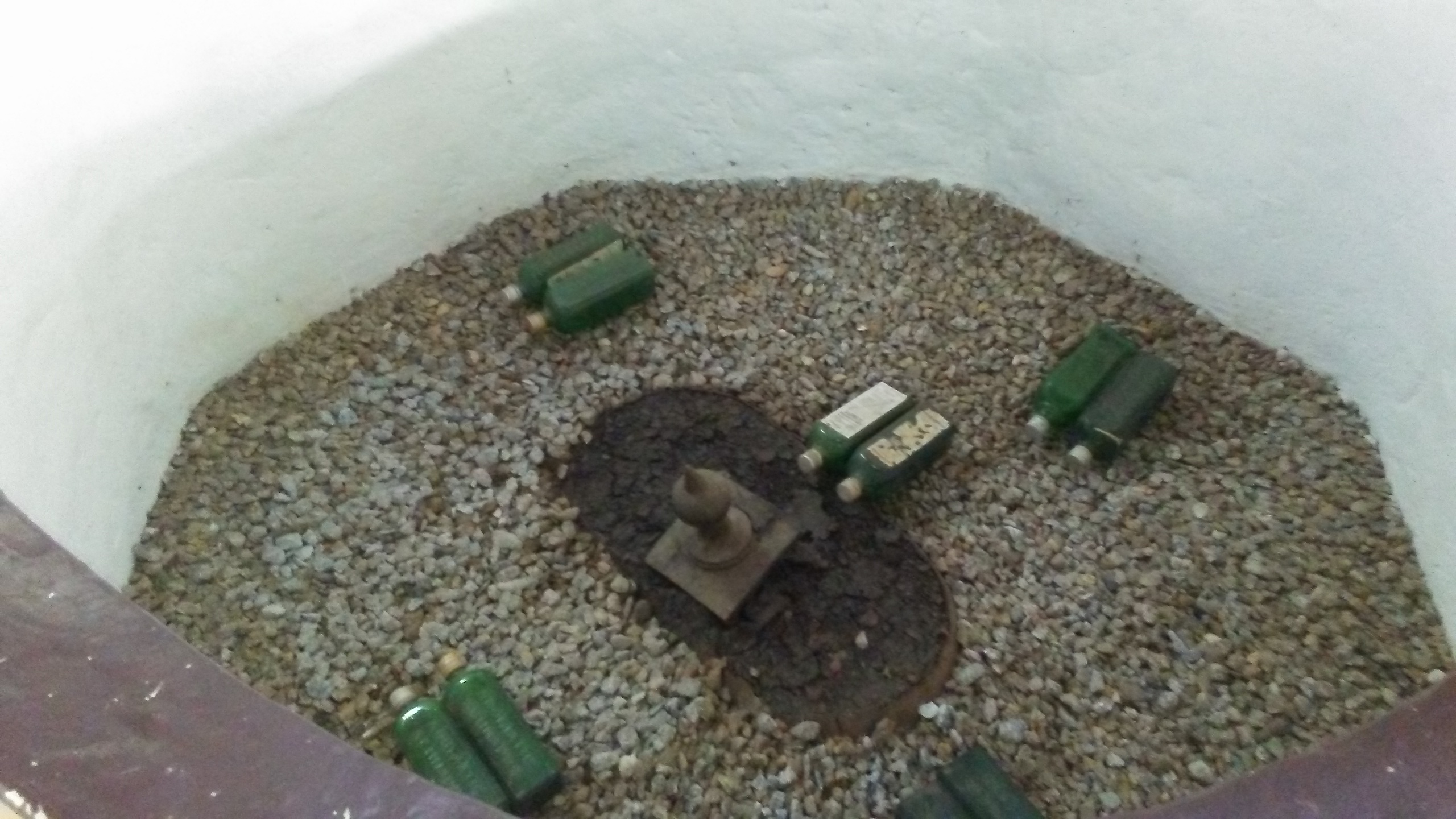
El sitio de la espada Okomfo Anokye, que es el sitio legendario de la fundación del Imperio Ashanti en Kumasi en 1701

Cuando Osei Cofi Tutu I sucedió en el trono del Estado de Kumaseman entre c.1680 y c.1695 (se desconoce el año exacto; aunque definitivamente ya era Kumasehene en 1695) al liderazgo del pequeño grupo de estados forestales del Akan alrededor de la ciudad de Kumasi, que ya estaban agrupados en una alianza militar poco firme, Anokye fue su consejero y sacerdote principal. Tutu y Anokye, que deben considerarse conjuntamente, llevaron a cabo la política de expansiva de sus predecesores, derrotando a dos poderosos enemigos, los Akan Doma al noroeste y el imperio Denkyira al sur.
Los historiadores de Ashanti decían y siguen diciendo que el pueblo asante desciende de los pueblos del antiguo Imperio de Ghana (de ahí el nombre actual que Kwame Nkrumah dio a el país), lo que se dice que suplanta su valor marcial. Los ashanti conquistaron amplias zonas de Ghana durante el siglo XVII al derrocar a sus poderosos señores, los denkyira. Okomfo Anokye era esencialmente un poderoso clérigo que servía para unir al pueblo a la causa de su amigo el rey. También se dice que Anokye colocó una daga en medio de la región de Ashanti, que los europeos no han podido sacar con ningún tipo de tecnología desde hace más de 500 años.[cita requerida] Ashanti fue uno de los pocos países de África Occidental que logró victorias contra los británicos en la batalla.

### Unificación del pueblo ashanti
Para deshacerse del yugo Denkyira se requería una poderosa unidad que trascendiera el particularismo de los segmentos asante, y Anokye empleó no sólo la influencia política de su sacerdocio sino también los lazos espirituales que engendraba para transformar la floja alianza asante en una unión nacional en 1695.
Anokye y Tutu establecieron rituales y costumbres del estado ashanti para disminuir la influencia de las tradiciones locales. Designaron a Kumasi, la capital ashanti. A continuación, establecieron un consejo de estado formado por los jefes de los estados preexistentes admitidos en la unión y suprimieron todas las tradiciones de origen rivales. Por último, reorganizaron el Ejército Ashanti.

### Guerra con los Denkyira
La guerra con Denkyira (1699-1701) fue mal al principio, pero cuando el ejército Denkyira llegó a las puertas de Kumasi, los conjuros de Anokye supuestamente produjeron deserciones entre sus generales. Los ashanti rompieron la hegemonía denkyira y capturaron la escritura de alquiler de Holanda para el Castillo de Elmina. Esto dio a los comerciantes del imperio acceso a la costa africana y los involucró en adelante en el comercio y la política de la trata de esclavos costera.

### Muerte
Tras la muerte de  Osei Tutu en 1717, se dice que Anokye regresó a Akuapim y murió en la ciudad llamada Kyirapatre en Kumase entre 1717 y 1719 (con una edad de entre 62 y 64 años). No se conoce la causa real de su muerte y se dice que iba a llevar la llave a la muerte - y que por tanto nadie debería llorar; si se oye llorar a alguien, nunca volverá. Al cabo de un par de días seguía sin volver, por lo que las mujeres lloraron y nunca regresó.
.